# オマル・アブディラシド・アリ・シルマルケ
オマル・アブディラシド・アリ・シルマルケ（ソマリ語: Cumar Cabdirashiid Cali Sharmaarke,アラビア語: عمر عبد الرشيد علي شارماركي,英: Omar Abdirashid Ali Sharmarke、1960年6月18日-） はソマリアの政治家。同国首相を務めた。ソマリ族・ダロッドのハルティ氏族・マジェルテーン支族出身であり、祖先の地は現在のプントランド北東部。

## 略歴
シルマルケの父は1967年から1969年にソマリア大統領を務めたアブディラシッド・アリー・シェルマルケであり、母はMehri氏族 (Meheri) のイスラム教学者の家庭に育ったRuqia Dahir Ali Boss。
シルマルケは1960年、ソマリアの首都モガディシュで生まれた。1969年、当時大統領になっていた父アブディラシッドが暗殺される。
シルマルケはカナダ・オタワのカールトン大学で政治学と政治経済学を学んだ。シルマルケの家族はアメリカ合衆国のバージニア州に住むが、シルマルケ自身が持つ国籍はソマリアとカナダである。
シルマルケは国際連合の外交官としてスリランカやシエラレオネに赴任し、スーダンではダルフール紛争に関する政治アドバイザーを務めた。その後、ソマリアでアメリカ大使に任命された。

## ソマリア首相（第1期）
2009年1月にソマリア大統領となったシェイク・シャリフ・シェイク・アフマドは、2月13日、ジブチでの打ち合わせでシルマルケを首相に推薦した。シルマルケの指名は主要政治勢力にも受けがよく、イスラム法廷会議の穏健派からも「シルマルケは正直者であり、事態を好転させることを期待する」と評された。
アメリカの政治分析家の見方もこの人事に好意的で、国外に離散したソマリア難民 (Somali diaspora) がソマリア暫定連邦政府に協力した成功例の一つとみなしており、シルマルケが国外で政治勢力の対立解消の経験をつんでいることと、ソマリア国内の特定の政治勢力との結びつきが少ないことから、ソマリアの政治勢力の対立を解消する役割を果たすと期待している。また、シルマルケの任命は前大統領アブドゥラヒ・ユスフの出身氏族ダロッドのマジェルテーンの支持を取り付けるためと考える分析家もいる。
2月14日、ソマリア議会は賛成414、反対9、棄権2でシルマルケを首相として承認した。
シルマルケは首相就任演説において、ソマリア国内の和解を促して、ソマリアを再統一すると誓った。ただし暫定連邦政府と交戦中のイスラム教勢力、アルシャバブだけはシルマルケの就任を非難し、「無法なラクダからは無法な子しか生まれない」と評した。
2月21日、ラジオ・ガローウェが報じたところによると、シルマルケは内閣の各長官を任命し、その主要ポストは野党議員に譲った。本来ジブチでシャリフ・アフマド大統領やソマリアの大物政治家、国際的オブザーバーと会議をすることになっていたが、シルマルケはそれより前にイスラム法廷会議の上級陸軍司令官アブデュルカディア・アリオマール（Abdulkadir Ali Omar）を内務長官に任命し、前国会広報官のシャリフ・ハッサン・シャイフ・アダン (Sharif Hassan Sheikh Adan) を財務長官に任命した。さらに学者のモハメド・アブディ・ガンディ (Mohamed Abdi Gandhi) を防衛長官に任命し、女性3人を保険長官、家庭長官、地方担当長官に任命した。新内閣は賛成多数で議会に承認された。シルマルケ内閣を含む連邦政府組織は、外国であるジブチからソマリアの首都モガディシュに移転した。

### 辞任
2010年5月、アフマド大統領はシルマルケ首相を解任し、自分が首相業務を代行すると発表。ただし暫定連邦議会の承認を得られなかったため、アフマド大統領は、自分に協力する旧閣僚と議員は引き続き起用する旨を発表してシルマルケ派の分断を図った。それに対し、シルマルケ首相は5月18日、引き続き職に留まるとしてアフマド大統領の命令を拒否。この際は結局アフマド大統領が折れ、20日にシルマルケ首相解任の取り消しを表明した。
国内の治安対策をめぐる大統領との対立を理由に2010年9月21日に辞任。後任首相は暫定でアブディワヒド・エルミ・ゴンジェが指名された。

## 首相辞任後
2013年、シルマルケはソマリア南部のジュバ地域で、臨時自治政府の立ち上げに協力
。
2014年6月、シルマルケは駐米大使に任命された。ソマリアからアメリカ合衆国に大使が派遣されるのはソマリア内戦後初。7月15日に赴任。

## ソマリア首相（第2期）
2014年12月17日、シルマルケは、12月6日にアフマド大統領に解任されたアブディウェリ・シェイハ・アフメド・モハメドに代わってソマリア首相に任命された。その際、シルマルケはアフマド大統領に対し、2016年に一人一票の投票制を導入することを約束。
12月24日、ソマリア連邦議会は首相承認投票において、議員224人の内、6人が退席、218人が投票し、投票者の全員一致で了承された。25日に正式就任した。2017年3月1日に退任。